# ダ・カーポII 〜あさきゆめみし君と〜
「ダ・カーポII 〜あさきゆめみし君と〜」（ダ・カーポツー 〜あさきゆめみしきみと〜）は、yozuca*の12枚目、rinoの2枚目のシングル。2006年6月7日にLantisから発売された。

## 概要
yozuca*は、前作「君とあしたへ」から約2ヶ月ぶり、rinoは、前作「僕はここにいる」から約2年6ヶ月ぶりのリリース。
表題曲「ダ・カーポII 〜あさきゆめみし君と〜」は、パソコンゲーム『D.C.II 〜ダ・カーポII〜』のオープニングテーマとして使用された。『D.C.II.D.M』ではアレンジバージョンの「あさきゆめみし君と」がエンディングテーマとして使用された。カップリング曲の「Spring has come」は、同ゲームのエンディングテーマとして使用され、売り上げが当時過去2番目（現在3番目）を記録した。 CDジャケットには同ゲームに登場するキャラクターの朝倉由夢が描かれている。
パソコンゲームの主題歌としては初めて初動1万枚以上を記録し、累積売上も歴代1位をマークして最終的に累積売上枚数が2万枚に達した。ちなみにPCゲーム主題歌で累計1万枚を突破したのはこの曲を含め2曲のみである。

## 収録曲
1. ダ・カーポII 〜あさきゆめみし君と〜 [4:24]
歌：yozuca*
作詞・作曲：tororo、編曲：Angel Note
  - PCゲーム『D.C.II 〜ダ・カーポII〜』オープニングテーマ
  - PS2ゲーム『D.C.II P.S. 〜ダ・カーポII〜 プラスシチュエーション』オープニングテーマ
  - PCゲーム『D.C.II P.C. 〜ダ・カーポII〜 プラスコミュニケーション』オープニングテーマ
  - PSPゲーム『D.C.I&II P.S.P 〜ダ・カーポI&II〜 プラスシチュエーション ポータブル』オープニングテーマ

当初、「あさきゆめみし」という言葉に対して古風なイメージを抱いていたが、歌っていくうちにそういうイメージが消えていったという。また、楽曲の世界観やtororoが描く『D.C. 〜ダ・カーポ〜』の世界で揺るがない物が描かれている[2]。
歩み続けていく事や継続してく事というのは凄く難しいので、この曲を聴いてくれえた人に明日頑張ろうという希望感や背中を押してあげられるような曲になってほしいと語っている[2]。
2. Spring has come [4:44]
歌：rino
作詞・作曲：rino、編曲：大久保薫
  - PCゲーム『D.C.II 〜ダ・カーポII〜』エンディングテーマ
  - PS2ゲーム『D.C.II P.S. 〜ダ・カーポII〜 プラスシチュエーション』エンディングテーマ
  - PCゲーム『D.C.II P.C. 〜ダ・カーポII〜 プラスコミュニケーション』エンディングテーマ
  - PSPゲーム『D.C.I&II P.S.P 〜ダ・カーポI&II〜 プラスシチュエーション ポータブル』エンディングテーマ

楽器は全てミュージシャンによる生演奏であり、多く音が入っているのにもかかわらず無駄がないと仮歌に参加しているときから思っていたという[3]。
普段、CooRieとしては楽曲に英語タイトルを付けないが、自身の中で『D.C. 〜ダ・カーポ〜』のゲームで使用される楽曲は、『D.C. 〜ダ・カーポ〜』シリーズでrinoが初の主題歌を担当した曲のタイトルは「Dream 〜The ally of〜」から始まっているので、そこから簡単な英語タイトルにしようという志があるという。また、今回は「春が来る」といったシンプルにまとまった内容になったという[3]。
楽曲自体は、ミディアムで明るい内容になっていてrinoは「CooRieらしい曲」になったと語っている[3]。
3. ダ・カーポII 〜あさきゆめみし君と〜（Off Vocal）
4. Spring has come（Off Vocal）

## 収録アルバム
| 曲名                                | 発売日        | 収録アルバム | 備考                                                                      |
| ----------------------------------- | ------------- | ------------ | ------------------------------------------------------------------------- |
| ダ・カーポII 〜あさきゆめみし君と〜 | 2008年1月23日 | Ageha        | yozuca*の3作目のオリジナルアルバム。                                      |
| ダ・カーポII 〜あさきゆめみし君と〜 | 2009年5月27日 | enjoy        | yozuca*のベストアルバム。pieceには「Piano ballade」として収録されている。 |
| ダ・カーポII 〜あさきゆめみし君と〜 | 2009年5月27日 | piece        | yozuca*のベストアルバム。pieceには「Piano ballade」として収録されている。 |
| Spring has come                     | 2008年1月23日 | 旋律のフレア | CooRieの3作目のオリジナルアルバム。                                       |

### コンピレーション・アルバム
| 発売日                              | 収録アルバム                        | 備考 |
| ダ・カーポII 〜あさきゆめみし君と〜 | ダ・カーポII 〜あさきゆめみし君と〜 | ダ・カーポII 〜あさきゆめみし君と〜 |
| ----------------------------------- | ----------------------------------- | --- |
| 2006年7月26日                       | Vocal Album Songs From D.C.II       | PCゲーム『D.C.II 〜ダ・カーポII〜』のボーカルアルバム。「short ver.」として収録。                                                                           |
| 2010年1月27日                       | D.C.II F.L. ボーカルミニアルバム    | PCゲーム『D.C.II Fall in Love 〜ダ・カーポII〜 フォーリンラブ』のボーカルアルバム。 「Xmas Ver.」として収録。同ゲームのデモムービーソングとして使用された。 |

## クレジット
| Original Work       | CIRCUS                      |
| Produced by         | YOSHIYUKI ITO               |
| Recorded & Miced by | ATSUSHI KOBAYASHI           |
| Recorded & Miced by | MASAKAZU KIMURA             |
| Recorded & Mixed at | Studio Magic Garden         |
| Illustrated by      | NATSUKI TANIHARA            |
| Designed by         | OverDriveDesign             |
| A&R                 | SHIFERU SAITO               |
| A&R                 | YUKA SAKURAI                |
| Cooperator          | JUNICHI DOI（Peak A Soul+） |
| Supervisor          | tororo                      |